# François d’O

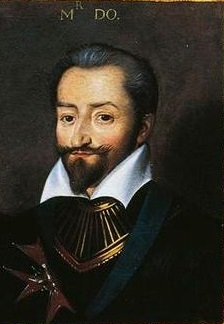
François d’O

François d’O, Marquis de Maillebois († 24. Oktober 1594) war einer der Mignons des französischen Königs Heinrich III. Er war der ältere Bruder Jeans II. d’O und stammte vom Schloss O, das heute zur Gemeinde Mortrée in der Normandie gehört.
Er nahm 1573 an der (ersten) Belagerung von La Rochelle teil, bei der er im Februar verwundet wurde, sowie an den Feldzügen des Jahres 1575.
François d’O wurde Kastellan (châtelain) von Fresnes (heute Ecquevilly im Département Yvelines), war aber in erster Linie als Finanzmann tätig. König Heinrich III. nannte ihn son grand économiste. Er war Sécrétaire d’État (Staatssekretär), Maître de la garde-robe du roi, und folgte von 1578 bis 1594 Pomponne de Bellièvre als Finanzminister, im gleichen Jahr wurde er Premier Gentilhomme de la Chambre du Roi und Ritter im Michaelsorden, 1586 erhob er ihn zum Ritter des Orden vom Heiligen Geist.
1581 heiratete er Catherine de Villequier, einzige Tochter von René de Villequier, dem Gouverneur der Normandie.